# Thunder and Lightning
Thunder and Lightning es el duodécimo y último álbum de estudio de la banda de hard rock irlandesa Thin Lizzy, lanzado en 1983. Contrataron al guitarrista John Sykes para reemplazar a Snowy White después del álbum de 1981 Renegade, y Sykes aportó un sonido más duro que el mostrado con anterioridad. No obstante, la gran mayoría de las canciones (excepto "Cold Sweat") ya estaban compuestas antes de su llegada. El teclista Darren Wharton también aportó sus influencias musicales al disco, coescribiendo muchos de los temas, incluyendo "Some Day She Is Going to Hit Back" y el último sencillo del disco "The Sun Goes Down".

## Lista de canciones
1. "Thunder and Lightning" (Brian Downey, Phil Lynott) – 4:55
2. "This Is the One" (Lynott, Darren Wharton) – 4:02
3. "The Sun Goes Down" (Lynott, Wharton) – 6:18
4. "The Holy War" (Lynott) – 5:13
5. "Cold Sweat" (Lynott, John Sykes) – 3:06
6. "Someday She Is Going to Hit Back" (Downey, Lynott, Wharton) – 4:05
7. "Baby Please Don’t Go" (Lynott) – 5:11
8. "Bad Habits" (Scott Gorham, Lynott) – 4:05
9. "Heart Attack" (Gorham, Lynott, Wharton) – 3:38

La edición limitada editada como doble LP y casete contiene cuatro pistas adicionales, grabadas en vivo mientras aún tocaba con ellos Snowy White: 
- "Emerald" (Gorham, Brian Robertson, Downey, Lynott)
- "Killer on the Loose" (Lynott)
- "The Boys Are Back in Town" (Lynott)
- "Hollywood (Down on Your Luck)" (Gorham, Lynott)

## Personal
- Phil Lynott - bajo, voz
- Scott Gorham - guitarra, coros
- John Sykes - guitarra, coros
- Darren Wharton - teclados, coros
- Brian Downey - batería, percusión